# Feketecsőrű amazon
A feketecsőrű amazon (Amazona agilis), korábban pirostükrös amazon, a madarak osztályának papagájalakúak (Psittaciformes)  rendjébe és a papagájfélék (Psittacidae) családjába és az araformák (Arinae) alcsaládjába tartozó faj.

## Előfordulása
A faj kizárólag Jamaica területén honos, ahol a sziget nedves hegyvidéki erdeiben él 500 és 800 méteres tengerszint feletti magasság között.

## Megjelenése
Magassága 25 centiméter. Alapszíne zöld, homlokán egy kis méretű vörös folt látható. Kézevezőtollai vörösek a hímnél, míg a tojónál ezek is zöldek. Így az amazonpapagájok azon kevés faja közé tartozik, ahol látható ivari dimorfizmus van.
|  |

## Életmódja
Kis, többnyire öt egyednél nem több tagú csoportokban él. Csak kivételes esetekben gyűlik össze több madár.

## Szaporodása
Párzási időszaka januárban kezdődik. Fészekalja 2-3 tojásból áll. a tojásokon a szülők felváltva kotlanak 26 napig. A kikelő fiókákat mindkét szülő eteti. A fiatal papagájok nyolc hetes korukban lesznek teljesen röpképesek, de szüleik még további négy hétig etetik őket.

## Természetvédelmi helyzete
Pontos állományairól nincsenek hiteles információk, de becslések alapján számuk úgy 10 000 egyed körüli nagyságúra tehető.
Az élőhelyüket jelentő erők irtása azonban fenyegeti ezt a fajt is. 
Mivel jelenleg még elég nagyszámú populációi vannak, a Természetvédelmi Világszövetség Vörös Listáján a veszélyeztetett kategóriába sorolja a fajt.